# سيتمانا فالنسيا 2023
سيتمانا فالنسيا 2023 هو سباق دراجات هوائية، وهو الموسم السابع من سيتمانا فالنسيا ‏، وأقيم خلال الفترة من 16 فبراير 2023، وحتى 19 فبراير 2023 ضمن سباقات سباق الدراجات على الطريق للسيدات 2023، وشارك فيه  153 متسابقاً ووصل إلى نهايته  123 متسابقاً.
فاز بالمركز الأول وفي تصنيف الجبال Justine Ghekiere ‏، وفاز بالمركز الثاني آشلي مولمان، وفاز بالمركز الثالث أماندا سبرات، وفاز في ترتيب النقاط للشباب Eleonora Gasparrini ‏، وفاز في تصنيف السرعة Olivia Baril ‏.

## الفرق
| فرق سيدات عالمية (12)- كانيون–إس آر إيه إم ريسينغ 2023 ‏ - فريق سنويب للسيدات ‏ - EF Education–Tibco–SVB ‏ - FDJ–Suez ‏ - بلانتور بورا سيلينج تيم ‏ - فريق كوجياس ميتلر لوك برو للدراجات ‏ - جامبو فيسما للسيدات ‏ - ليف ريسينغ ‏ - موفيستار للسيدات ‏ - Lidl–Trek (women's team) ‏ - يو أي أيه تيم 2023 ‏ - فريق أونو إكس برو للدراجات للسيدات 2023 ‏ فرق دراجات قارية سيدات (11)- إن إكس تي جي ريسينغ ‏ - بيبينك ‏ - بيزكايا دورانجو ‏ - ريو مييرا - كانتابريا ديبورتي ‏ - Ceratizit Pro Cycling ‏ - Cofidis Women Team ‏ - كامز-تيفوسي ‏ - انيكات سايكلنج تيم ‏ - لابورال كوتكسا-فونداسيون يوسكادي 2023 ‏ - ماسي تكتيك تيم للسيدات ‏ - سوبيلا ومنز تيم ‏ |  |
| |  |

## المراحل
| قائمة المراحل | قائمة المراحل | قائمة المراحل                      | قائمة المراحل | قائمة المراحل | قائمة المراحل   | قائمة المراحل     |
| المرحلة       | التاريخ       | الدورة                             |               | المسافة (كم)  | الفائز بالمرحلة | القائد العام      |
| ------------- | ------------- | ---------------------------------- | ------------- | ------------- | --------------- | ----------------- |
| المرحلة 1     | 16 فبراير     | بلنسية – مرباطر                    | مرحلة التلال  | 119           | إليسا بالسامو   | إليسا بالسامو     |
| المرحلة 2     | 17 فبراير     | بريانة – فياريال                   | مرحلة التلال  | 114           | إليسا بالسامو   | إليسا بالسامو     |
| المرحلة 3     | 18 فبراير     | أغوست – ألتيا                      | مرحلة التلال  | 132           | آشلي مولمان     | آشلي مولمان       |
| المرحلة 4     | 19 فبراير     | Tavernes de la Valldigna ‏ – غانديا | مرحلة التلال  | 113           | Elise Uijen ‏    | Justine Ghekiere ‏ |

## النتيجة

### مرحلة 1
هي مرحلة جبلية، أقيمت في 16 فبراير 2023، وامتدّت لمسافة 119 كيلومتر. فاز بالمركز الأول، وتصدر الترتيب العام في نهاية المرحلة إليسا بالسامو.
| التصنيف العام | التصنيف العام        | التصنيف العام             | التصنيف العام | التصنيف العام |
| المتسابقة     | المتسابقة            | الفريق                    | الوقت         |               |
| ------------- | -------------------- | ------------------------- | ------------- | ------------- |
| 1             | إليسا بالسامو        | Lidl–Trek (women's team) ‏ | 2 س 57 د 50 ث |               |
| 2             | Lotta Henttala       | إن إكس تي جي ريسينغ ‏      | + 4 ث         |               |
| 3             | Coryn Labecki        | جامبو فيسما للسيدات ‏      | + 5 ث         |               |
| 4             | Olivia Baril ‏        | يو أي أيه تيم ‏            | + 7 ث         |               |
| 5             | Matilde Vitillo ‏     | بيبينك ‏                   | + 9 ث         |               |
| 6             | Silvia Zanardi ‏      | بيبينك ‏                   | + 10 ث        |               |
| 7             | فلورتجي ماكايج       | موفيستار للسيدات ‏         | + 11 ث        |               |
| 8             | Ilaria Sanguineti ‏   | Lidl–Trek (women's team) ‏ | + 12 ث        |               |
| 9             | Eleonora Gasparrini ‏ | يو أي أيه تيم ‏            | + 12 ث        |               |
| 10            | أرلينيس سيرا         | موفيستار للسيدات ‏         | + 12 ث        |               |
|               |                      |                           |               |               |
|               |                      |                           |               |               |

### مرحلة 2
هي مرحلة جبلية، أقيمت في 17 فبراير 2023، وامتدّت لمسافة 114 كيلومتر. فاز بالمركز الأول، وتصدر الترتيب العام في نهاية المرحلة إليسا بالسامو.
| التصنيف العام | التصنيف العام        | التصنيف العام                 | التصنيف العام | التصنيف العام |
| المتسابقة     | المتسابقة            | الفريق                        | الوقت         |               |
| ------------- | -------------------- | ----------------------------- | ------------- | ------------- |
| 1             | إليسا بالسامو        | Lidl–Trek (women's team) ‏     | 6 س 02 د 49 ث |               |
| 2             | Lotta Henttala       | إن إكس تي جي ريسينغ ‏          | + 8 ث         |               |
| 3             | Olivia Baril ‏        | يو أي أيه تيم ‏                | + 14 ث        |               |
| 4             | Coryn Labecki        | جامبو فيسما للسيدات ‏          | + 15 ث        |               |
| 5             | Matilde Vitillo ‏     | بيبينك ‏                       | + 19 ث        |               |
| 6             | Silvia Zanardi ‏      | بيبينك ‏                       | + 20 ث        |               |
| 7             | Karlijn Swinkels ‏    | جامبو فيسما للسيدات ‏          | + 20 ث        |               |
| 8             | Flora Perkins ‏       | Fenix-Deceuninck Continental ‏ | + 21 ث        |               |
| 9             | فلورتجي ماكايج       | موفيستار للسيدات ‏             | + 21 ث        |               |
| 10            | Eleonora Gasparrini ‏ | يو أي أيه تيم ‏                | + 22 ث        |               |
|               |                      |                               |               |               |
|               |                      |                               |               |               |

### مرحلة 3
هي مرحلة جبلية، أقيمت في 18 فبراير 2023، وامتدّت لمسافة 132 كيلومتر. فاز بالمركز الأول، وتصدر الترتيب العام في نهاية المرحلة آشلي مولمان.
| التصنيف العام | التصنيف العام            | التصنيف العام             | التصنيف العام | التصنيف العام |
| المتسابقة     | المتسابقة                | الفريق                    | الوقت         |               |
| ------------- | ------------------------ | ------------------------- | ------------- | ------------- |
| 1             | آشلي مولمان              | إن إكس تي جي ريسينغ ‏      | 9 س 51 د 54 ث |               |
| 2             | أماندا سبرات             | Lidl–Trek (women's team) ‏ | + 4 ث         |               |
| 3             | أنيميك فان فليوتن        | موفيستار للسيدات ‏         | + 6 ث         |               |
| 4             | Olivia Baril ‏            | يو أي أيه تيم ‏            | + 13 ث        |               |
| 5             | فلورتجي ماكايج           | موفيستار للسيدات ‏         | + 20 ث        |               |
| 6             | Eleonora Gasparrini ‏     | يو أي أيه تيم ‏            | + 21 ث        |               |
| 7             | Yara Kastelijn ‏          | بلانتور بورا سيلينج تيم ‏  | + 21 ث        |               |
| 8             | سيسيلي أوتوب لودفيغ      | FDJ–Suez ‏                 | + 21 ث        |               |
| 9             | مارغريتا فيكتوريا غارسيا | ليف ريسينغ ‏               | + 21 ث        |               |
| 10            | Špela Kern ‏              | Cofidis Women Team ‏       | + 21 ث        |               |
|               |                          |                           |               |               |
|               |                          |                           |               |               |

### مرحلة 4
هي مرحلة جبلية، أقيمت في 19 فبراير 2023، وامتدّت لمسافة 113 كيلومتر. فاز بالمركز الأول Elise Uijen ‏، وتصدر الترتيب العام في نهاية المرحلة Justine Ghekiere ‏.

## المشاركون
| موفيستار للسيدات ‏ MOV | موفيستار للسيدات ‏ MOV | موفيستار للسيدات ‏ MOV |
| --------------------- | --------------------- | --------------------- |
| م                     | عداء                  | مرتبة                 |
| 1                     | أنيميك فان فليوتن     | 4                     |
| 2                     | Katrine Aalerud ‏      | لم يكمل السباق        |
| 3                     | فلورتجي ماكايج        | 6                     |
| 4                     | سارا مارتين           | لم يكمل السباق        |
| 5                     | Lourdes Oyarbide ‏     | 109                   |
| 6                     | Paula Patiño ‏         | 28                    |
| 7                     | أرلينيس سيرا          | 64                    |

| FDJ–Suez ‏ FST | FDJ–Suez ‏ FST       | FDJ–Suez ‏ FST  |
| ------------- | ------------------- | -------------- |
| م             | عداء                | مرتبة          |
| 11            | سيسيلي أوتوب لودفيغ | 10             |
| 12            | Stine Borgli ‏       | 36             |
| 13            | أوجيني دوفال        | 44             |
| 14            | إميليا فهلين        | 90             |
| 15            | Vittoria Guazzini ‏  | لم يكمل السباق |
| 16            | Marie Le Net ‏       | 66             |

| Lidl–Trek (women's team) ‏ TFS | Lidl–Trek (women's team) ‏ TFS | Lidl–Trek (women's team) ‏ TFS |
| ----------------------------- | ----------------------------- | ----------------------------- |
| م                             | عداء                          | مرتبة                         |
| 21                            | إليسا بالسامو                 | 63                            |
| 23                            | ليزا كلاين                    | 98                            |
| 24                            | Gaia Realini ‏                 | 17                            |
| 25                            | Ilaria Sanguineti ‏            | 89                            |
| 26                            | أماندا سبرات                  | 3                             |
| 27                            | تايلر وايلز                   | 99                            |

| كانيون–إس آر إيه إم ‏ CSR | كانيون–إس آر إيه إم ‏ CSR | كانيون–إس آر إيه إم ‏ CSR |
| ------------------------ | ------------------------ | ------------------------ |
| م                        | عداء                     | مرتبة                    |
| 31                       | Ricarda Bauernfeind ‏     | 15                       |
| 32                       | Neve Bradbury ‏           | 14                       |
| 33                       | Agua Marina Espínola ‏    | 97                       |
| 34                       | Alice Towers ‏            | 55                       |
| 35                       | Alex Morrice ‏            | 122                      |
| 36                       | Shari Bossuyt ‏           | 43                       |
| 37                       | Daniela Schmidsberger‏    | لم يكمل السباق           |

| يو أي أيه تيم ‏ UAD | يو أي أيه تيم ‏ UAD   | يو أي أيه تيم ‏ UAD |
| ------------------ | -------------------- | ------------------ |
| م                  | عداء                 | مرتبة              |
| 41                 | صوفيا بيرتيزولو      | 54                 |
| 42                 | Olivia Baril ‏        | 5                  |
| 43                 | Eleonora Gasparrini ‏ | 7                  |
| 44                 | إيريكا ماجندي        | 16                 |
| 45                 | Laura Tomasi ‏        | 56                 |
| 46                 | إليزابيث هولدن       | 32                 |
| 47                 | ألينا أمياليوسيك     | 27                 |

| EF Education–Tibco–SVB ‏ TIB | EF Education–Tibco–SVB ‏ TIB | EF Education–Tibco–SVB ‏ TIB |
| --------------------------- | --------------------------- | --------------------------- |
| م                           | عداء                        | مرتبة                       |
| 51                          | Veronica Ewers ‏             | 20                          |
| 52                          | Kathrin Hammes ‏             | 46                          |
| 53                          | Sara Poidevin ‏              | 84                          |
| 54                          | Magdeleine Vallieres ‏       | لم يكمل السباق              |
| 55                          | Letizia Borghesi ‏           | 45                          |
| 56                          | أليسون جاكسون               | 79                          |
| 57                          | كريستابل دوبيل هيكوك        | 68                          |

| فريق سنويب للسيدات ‏ DSM | فريق سنويب للسيدات ‏ DSM | فريق سنويب للسيدات ‏ DSM |
| ----------------------- | ----------------------- | ----------------------- |
| م                       | عداء                    | مرتبة                   |
| 61                      | Francesca Barale ‏       | 41                      |
| 62                      | Eleonora Ciabocco ‏      | 49                      |
| 63                      | Léa Curinier ‏           | 58                      |
| 64                      | Megan Jastrab ‏          | 61                      |
| 65                      | جولييت لابوس            | 13                      |
| 66                      | Becky Storrie ‏          | 37                      |
| 67                      | Elise Uijen ‏            | 21                      |

| جامبو فيسما للسيدات ‏ TJV | جامبو فيسما للسيدات ‏ TJV | جامبو فيسما للسيدات ‏ TJV |
| ------------------------ | ------------------------ | ------------------------ |
| م                        | عداء                     | مرتبة                    |
| 71                       | Coryn Labecki            | 62                       |
| 72                       | ريجان ماركوس             | 19                       |
| 73                       | Amber Kraak ‏             | 74                       |
| 74                       | Karlijn Swinkels ‏        | 60                       |
| 75                       | Eva van Agt ‏             | 39                       |
| 76                       | Kim Cadzow ‏              | 22                       |
| 77                       | Teuntje Beekhuis ‏        | 50                       |

| فريق أونو إكس برو للدراجات للسيدات ‏ UXT | فريق أونو إكس برو للدراجات للسيدات ‏ UXT | فريق أونو إكس برو للدراجات للسيدات ‏ UXT |
| --------------------------------------- | --------------------------------------- | --------------------------------------- |
| م                                       | عداء                                    | مرتبة                                   |
| 81                                      | إلينور باركر                            | 26                                      |
| 82                                      | سوزان أندرسن                            | 81                                      |
| 83                                      | Marte Berg Edseth ‏                      | لم يكمل السباق                          |
| 84                                      | أمالي ديديريكسن                         | 83                                      |
| 85                                      | أنوسكا كوستر                            | 12                                      |
| 86                                      | Rebecca Koerner ‏                        | 112                                     |
| 87                                      | Mie Bjørndal Ottestad ‏                  | 76                                      |

| ليف ريسينغ ‏ LIV | ليف ريسينغ ‏ LIV          | ليف ريسينغ ‏ LIV |
| --------------- | ------------------------ | --------------- |
| م               | عداء                     | مرتبة           |
| 91              | Caroline Andersson ‏      | 35              |
| 92              | مارغريتا فيكتوريا غارسيا | 9               |
| 93              | Ayesha McGowan ‏          | لم يكمل السباق  |
| 94              | Sabrina Stultiens ‏       | 80              |
| 95              | Quinty Ton ‏              | 29              |
| 96              | Katia Ragusa ‏            | 72              |

| بلانتور بورا سيلينج تيم ‏ FED | بلانتور بورا سيلينج تيم ‏ FED | بلانتور بورا سيلينج تيم ‏ FED |
| ---------------------------- | ---------------------------- | ---------------------------- |
| م                            | عداء                         | مرتبة                        |
| 101                          | Yara Kastelijn ‏              | 8                            |
| 102                          | Millie Couzens ‏              | 73                           |
| 103                          | Greta Marturano ‏             | 30                           |
| 104                          | صوفي رايت                    | 47                           |
| 105                          | Cecilia van Zuthem‏           | 110                          |
| 106                          | Carina Schrempf ‏             | 70                           |
| 107                          | Flora Perkins ‏               | 38                           |

| فريق كوجياس ميتلر لوك برو للدراجات ‏ CGS | فريق كوجياس ميتلر لوك برو للدراجات ‏ CGS | فريق كوجياس ميتلر لوك برو للدراجات ‏ CGS |
| --------------------------------------- | --------------------------------------- | --------------------------------------- |
| م                                       | عداء                                    | مرتبة                                   |
| 111                                     | تمارا بالابولينا ‏                       | 75                                      |
| 112                                     | Claire Steels ‏                          | 18                                      |
| 113                                     | إيلينا بيروني                           | لم يكمل السباق                          |
| 114                                     | Fien Delbaere ‏                          | 114                                     |
| 115                                     | Silvia Magri ‏                           | لم يكمل السباق                          |
| 116                                     | آنا كيزنهوفر                            | لم يكمل السباق                          |
| 117                                     | Hannah Buch ‏                            | 121                                     |

| بيبينك ‏ BPK | بيبينك ‏ BPK         | بيبينك ‏ BPK    |
| ----------- | ------------------- | -------------- |
| م           | عداء                | مرتبة          |
| 121         | Silvia Zanardi ‏     | 53             |
| 122         | Jade Teolis‏         | 118            |
| 123         | Alessia Patuelli ‏   | لم يكمل السباق |
| 124         | Prisca Savi‏         | لم يكمل السباق |
| 125         | Matilde Vitillo ‏    | 78             |
| 126         | Giorgia Vettorello ‏ | 82             |
| 127         | Valentina Basilico ‏ | 117            |

| Ceratizit Pro Cycling ‏ WNT | Ceratizit Pro Cycling ‏ WNT | Ceratizit Pro Cycling ‏ WNT |
| -------------------------- | -------------------------- | -------------------------- |
| م                          | عداء                       | مرتبة                      |
| 131                        | ساندرا ألونسو              | 65                         |
| 132                        | Alice Maria Arzuffi ‏       | 31                         |
| 133                        | Cédrine Kerbaol ‏           | 23                         |
| 134                        | Nadine Gill ‏               | لم يكمل السباق             |
| 136                        | Laura Asencio ‏             | لم يكمل السباق             |
| 137                        | Nina Berton ‏               | 67                         |

| Cofidis Women Team ‏ COF | Cofidis Women Team ‏ COF  | Cofidis Women Team ‏ COF |
| ----------------------- | ------------------------ | ----------------------- |
| م                       | عداء                     | مرتبة                   |
| 142                     | Morgane Coston ‏          | 25                      |
| 143                     | Séverine Eraud ‏          | 69                      |
| 144                     | Špela Kern ‏              | 11                      |
| 145                     | Martina Alzini ‏          | 91                      |
| 146                     | Josie Talbot ‏            | لم يكمل السباق          |
| 147                     | Gabrielle Pilote Fortin ‏ | 123                     |

| ماسي تكتيك تيم للسيدات ‏ MAT | ماسي تكتيك تيم للسيدات ‏ MAT | ماسي تكتيك تيم للسيدات ‏ MAT |
| --------------------------- | --------------------------- | --------------------------- |
| م                           | عداء                        | مرتبة                       |
| 151                         | Aurela Nerlo ‏               | 101                         |
| 152                         | Adele Normand‏               | 42                          |
| 153                         | Cécile Lejeune ‏             | 92                          |
| 154                         | HUN                         | 86                          |
| 155                         | Patricia Ortega Ruiz ‏       | 107                         |
| 156                         | Jennifer Ducuara‏            | لم يكمل السباق              |
| 157                         | Iris Gomez ‏                 | 104                         |

| سوبيلا ومنز تيم ‏ SWT | سوبيلا ومنز تيم ‏ SWT      | سوبيلا ومنز تيم ‏ SWT |
| -------------------- | ------------------------- | -------------------- |
| م                    | عداء                      | مرتبة                |
| 161                  | Maria Banlles Santamaria ‏ | 115                  |
| 162                  | Sarah Kastenhuber‏         | لم يكمل السباق       |
| 163                  | Florence Normand ‏         | لم يكمل السباق       |
| 165                  | Muskilda Olortiz‏          | لم يكمل السباق       |
| 166                  | Maitane Arana‏             | لم يكمل السباق       |
| 167                  | Lur Florido ‏              | لم يكمل السباق       |

| بيزكايا دورانجو ‏ BDP | بيزكايا دورانجو ‏ BDP   | بيزكايا دورانجو ‏ BDP |
| -------------------- | ---------------------- | -------------------- |
| م                    | عداء                   | مرتبة                |
| 171                  | Catalina Soto ‏         | 96                   |
| 172                  | أندريا راميريز         | 106                  |
| 173                  | Irene Mendez‏           | 95                   |
| 174                  | Ana Vitória Magalhães ‏ | 111                  |
| 175                  | Heïdi Gaugain ‏         | لم يكمل السباق       |
| 176                  | Sandra Gutierrez‏       | لم يكمل السباق       |
| 177                  | Eukene Larrarte ‏       | 71                   |

| لابورال كوتكسا فونداسيون يوسكادي ‏ LKF | لابورال كوتكسا فونداسيون يوسكادي ‏ LKF | لابورال كوتكسا فونداسيون يوسكادي ‏ LKF |
| ------------------------------------- | ------------------------------------- | ------------------------------------- |
| م                                     | عداء                                  | مرتبة                                 |
| 181                                   | Yurani Blanco ‏                        | 77                                    |
| 182                                   | Ariana Gilabert ‏                      | 85                                    |
| 183                                   | إيدر ميرينو كورتازار                  | 34                                    |
| 184                                   | Usoa Ostolaza ‏                        | 102                                   |
| 185                                   | Nadia Quagliotto ‏                     | 51                                    |
| 186                                   | Aileen Schweikart ‏                    | 48                                    |
| 187                                   | Alba Teruel Ribes ‏                    | 93                                    |

| ريو مييرا - كانتابريا ديبورتي ‏ RMC | ريو مييرا - كانتابريا ديبورتي ‏ RMC | ريو مييرا - كانتابريا ديبورتي ‏ RMC |
| ---------------------------------- | ---------------------------------- | ---------------------------------- |
| م                                  | عداء                               | مرتبة                              |
| 191                                | Susana Perez Conejero‏              | 100                                |
| 192                                | Marina Garau Roca ‏                 | 120                                |
| 193                                | Andrea Perez‏                       | لم يكمل السباق                     |
| 194                                | Lukene Trujillano‏                  | لم يكمل السباق                     |
| 195                                | Belen Gonzalez‏                     | لم يكمل السباق                     |
| 196                                | POR                                | لم يكمل السباق                     |

| إن إكس تي جي ريسينغ ‏ AGS | إن إكس تي جي ريسينغ ‏ AGS | إن إكس تي جي ريسينغ ‏ AGS |
| ------------------------ | ------------------------ | ------------------------ |
| م                        | عداء                     | مرتبة                    |
| 201                      | Mireia Benito ‏           | 24                       |
| 202                      | آشلي مولمان              | 2                        |
| 203                      | Justine Ghekiere ‏        | 1                        |
| 204                      | Lotta Henttala           | 52                       |
| 205                      | Anya Louw ‏               | 88                       |
| 206                      | Gaia Masetti ‏            | 57                       |
| 207                      | Lone Meertens ‏           | 94                       |

| كامز-تيفوسي ‏ DAS | كامز-تيفوسي ‏ DAS    | كامز-تيفوسي ‏ DAS |
| ---------------- | ------------------- | ---------------- |
| م                | عداء                | مرتبة            |
| 211              | Monica Greenwood ‏   | 108              |
| 212              | Samantha Stuart‏     | 105              |
| 213              | Danielle Shrosbree‏  | 59               |
| 214              | Lucy Lee‏            | لم يكمل السباق   |
| 215              | Sara Bonillo Talens‏ | لم يكمل السباق   |
| 216              | Katie Scott‏         | 119              |
| 217              | Grace Lister ‏       | 87               |

| انيكات سايكلنج تيم ‏ EIC | انيكات سايكلنج تيم ‏ EIC | انيكات سايكلنج تيم ‏ EIC |
| ----------------------- | ----------------------- | ----------------------- |
| م                       | عداء                    | مرتبة                   |
| 221                     | Aranza Villalón ‏        | 33                      |
| 223                     | Almudena Montalvo‏       | 113                     |
| 224                     | Andrea Alzate‏           | 40                      |
| 225                     | Isabel Martín ‏          | لم يكمل السباق          |
| 226                     | Beatriz Martinez‏        | 116                     |
| 227                     | Carolina Vargas‏         | 103                     |

| موفيستار للسيدات ‏ MOV | موفيستار للسيدات ‏ MOV | موفيستار للسيدات ‏ MOV |
| --------------------- | --------------------- | --------------------- |
| م                     | عداء                  | مرتبة                 |
| 1                     | أنيميك فان فليوتن     | 4                     |
| 2                     | Katrine Aalerud ‏      | لم يكمل السباق        |
| 3                     | فلورتجي ماكايج        | 6                     |
| 4                     | سارا مارتين           | لم يكمل السباق        |
| 5                     | Lourdes Oyarbide ‏     | 109                   |
| 6                     | Paula Patiño ‏         | 28                    |
| 7                     | أرلينيس سيرا          | 64                    |

| FDJ–Suez ‏ FST | FDJ–Suez ‏ FST       | FDJ–Suez ‏ FST  |
| ------------- | ------------------- | -------------- |
| م             | عداء                | مرتبة          |
| 11            | سيسيلي أوتوب لودفيغ | 10             |
| 12            | Stine Borgli ‏       | 36             |
| 13            | أوجيني دوفال        | 44             |
| 14            | إميليا فهلين        | 90             |
| 15            | Vittoria Guazzini ‏  | لم يكمل السباق |
| 16            | Marie Le Net ‏       | 66             |

| Lidl–Trek (women's team) ‏ TFS | Lidl–Trek (women's team) ‏ TFS | Lidl–Trek (women's team) ‏ TFS |
| ----------------------------- | ----------------------------- | ----------------------------- |
| م                             | عداء                          | مرتبة                         |
| 21                            | إليسا بالسامو                 | 63                            |
| 23                            | ليزا كلاين                    | 98                            |
| 24                            | Gaia Realini ‏                 | 17                            |
| 25                            | Ilaria Sanguineti ‏            | 89                            |
| 26                            | أماندا سبرات                  | 3                             |
| 27                            | تايلر وايلز                   | 99                            |

| كانيون–إس آر إيه إم ‏ CSR | كانيون–إس آر إيه إم ‏ CSR | كانيون–إس آر إيه إم ‏ CSR |
| ------------------------ | ------------------------ | ------------------------ |
| م                        | عداء                     | مرتبة                    |
| 31                       | Ricarda Bauernfeind ‏     | 15                       |
| 32                       | Neve Bradbury ‏           | 14                       |
| 33                       | Agua Marina Espínola ‏    | 97                       |
| 34                       | Alice Towers ‏            | 55                       |
| 35                       | Alex Morrice ‏            | 122                      |
| 36                       | Shari Bossuyt ‏           | 43                       |
| 37                       | Daniela Schmidsberger‏    | لم يكمل السباق           |

| يو أي أيه تيم ‏ UAD | يو أي أيه تيم ‏ UAD   | يو أي أيه تيم ‏ UAD |
| ------------------ | -------------------- | ------------------ |
| م                  | عداء                 | مرتبة              |
| 41                 | صوفيا بيرتيزولو      | 54                 |
| 42                 | Olivia Baril ‏        | 5                  |
| 43                 | Eleonora Gasparrini ‏ | 7                  |
| 44                 | إيريكا ماجندي        | 16                 |
| 45                 | Laura Tomasi ‏        | 56                 |
| 46                 | إليزابيث هولدن       | 32                 |
| 47                 | ألينا أمياليوسيك     | 27                 |

| EF Education–Tibco–SVB ‏ TIB | EF Education–Tibco–SVB ‏ TIB | EF Education–Tibco–SVB ‏ TIB |
| --------------------------- | --------------------------- | --------------------------- |
| م                           | عداء                        | مرتبة                       |
| 51                          | Veronica Ewers ‏             | 20                          |
| 52                          | Kathrin Hammes ‏             | 46                          |
| 53                          | Sara Poidevin ‏              | 84                          |
| 54                          | Magdeleine Vallieres ‏       | لم يكمل السباق              |
| 55                          | Letizia Borghesi ‏           | 45                          |
| 56                          | أليسون جاكسون               | 79                          |
| 57                          | كريستابل دوبيل هيكوك        | 68                          |

| فريق سنويب للسيدات ‏ DSM | فريق سنويب للسيدات ‏ DSM | فريق سنويب للسيدات ‏ DSM |
| ----------------------- | ----------------------- | ----------------------- |
| م                       | عداء                    | مرتبة                   |
| 61                      | Francesca Barale ‏       | 41                      |
| 62                      | Eleonora Ciabocco ‏      | 49                      |
| 63                      | Léa Curinier ‏           | 58                      |
| 64                      | Megan Jastrab ‏          | 61                      |
| 65                      | جولييت لابوس            | 13                      |
| 66                      | Becky Storrie ‏          | 37                      |
| 67                      | Elise Uijen ‏            | 21                      |

| جامبو فيسما للسيدات ‏ TJV | جامبو فيسما للسيدات ‏ TJV | جامبو فيسما للسيدات ‏ TJV |
| ------------------------ | ------------------------ | ------------------------ |
| م                        | عداء                     | مرتبة                    |
| 71                       | Coryn Labecki            | 62                       |
| 72                       | ريجان ماركوس             | 19                       |
| 73                       | Amber Kraak ‏             | 74                       |
| 74                       | Karlijn Swinkels ‏        | 60                       |
| 75                       | Eva van Agt ‏             | 39                       |
| 76                       | Kim Cadzow ‏              | 22                       |
| 77                       | Teuntje Beekhuis ‏        | 50                       |

| فريق أونو إكس برو للدراجات للسيدات ‏ UXT | فريق أونو إكس برو للدراجات للسيدات ‏ UXT | فريق أونو إكس برو للدراجات للسيدات ‏ UXT |
| --------------------------------------- | --------------------------------------- | --------------------------------------- |
| م                                       | عداء                                    | مرتبة                                   |
| 81                                      | إلينور باركر                            | 26                                      |
| 82                                      | سوزان أندرسن                            | 81                                      |
| 83                                      | Marte Berg Edseth ‏                      | لم يكمل السباق                          |
| 84                                      | أمالي ديديريكسن                         | 83                                      |
| 85                                      | أنوسكا كوستر                            | 12                                      |
| 86                                      | Rebecca Koerner ‏                        | 112                                     |
| 87                                      | Mie Bjørndal Ottestad ‏                  | 76                                      |

| ليف ريسينغ ‏ LIV | ليف ريسينغ ‏ LIV          | ليف ريسينغ ‏ LIV |
| --------------- | ------------------------ | --------------- |
| م               | عداء                     | مرتبة           |
| 91              | Caroline Andersson ‏      | 35              |
| 92              | مارغريتا فيكتوريا غارسيا | 9               |
| 93              | Ayesha McGowan ‏          | لم يكمل السباق  |
| 94              | Sabrina Stultiens ‏       | 80              |
| 95              | Quinty Ton ‏              | 29              |
| 96              | Katia Ragusa ‏            | 72              |

| بلانتور بورا سيلينج تيم ‏ FED | بلانتور بورا سيلينج تيم ‏ FED | بلانتور بورا سيلينج تيم ‏ FED |
| ---------------------------- | ---------------------------- | ---------------------------- |
| م                            | عداء                         | مرتبة                        |
| 101                          | Yara Kastelijn ‏              | 8                            |
| 102                          | Millie Couzens ‏              | 73                           |
| 103                          | Greta Marturano ‏             | 30                           |
| 104                          | صوفي رايت                    | 47                           |
| 105                          | Cecilia van Zuthem‏           | 110                          |
| 106                          | Carina Schrempf ‏             | 70                           |
| 107                          | Flora Perkins ‏               | 38                           |

| فريق كوجياس ميتلر لوك برو للدراجات ‏ CGS | فريق كوجياس ميتلر لوك برو للدراجات ‏ CGS | فريق كوجياس ميتلر لوك برو للدراجات ‏ CGS |
| --------------------------------------- | --------------------------------------- | --------------------------------------- |
| م                                       | عداء                                    | مرتبة                                   |
| 111                                     | تمارا بالابولينا ‏                       | 75                                      |
| 112                                     | Claire Steels ‏                          | 18                                      |
| 113                                     | إيلينا بيروني                           | لم يكمل السباق                          |
| 114                                     | Fien Delbaere ‏                          | 114                                     |
| 115                                     | Silvia Magri ‏                           | لم يكمل السباق                          |
| 116                                     | آنا كيزنهوفر                            | لم يكمل السباق                          |
| 117                                     | Hannah Buch ‏                            | 121                                     |

| بيبينك ‏ BPK | بيبينك ‏ BPK         | بيبينك ‏ BPK    |
| ----------- | ------------------- | -------------- |
| م           | عداء                | مرتبة          |
| 121         | Silvia Zanardi ‏     | 53             |
| 122         | Jade Teolis‏         | 118            |
| 123         | Alessia Patuelli ‏   | لم يكمل السباق |
| 124         | Prisca Savi‏         | لم يكمل السباق |
| 125         | Matilde Vitillo ‏    | 78             |
| 126         | Giorgia Vettorello ‏ | 82             |
| 127         | Valentina Basilico ‏ | 117            |

| Ceratizit Pro Cycling ‏ WNT | Ceratizit Pro Cycling ‏ WNT | Ceratizit Pro Cycling ‏ WNT |
| -------------------------- | -------------------------- | -------------------------- |
| م                          | عداء                       | مرتبة                      |
| 131                        | ساندرا ألونسو              | 65                         |
| 132                        | Alice Maria Arzuffi ‏       | 31                         |
| 133                        | Cédrine Kerbaol ‏           | 23                         |
| 134                        | Nadine Gill ‏               | لم يكمل السباق             |
| 136                        | Laura Asencio ‏             | لم يكمل السباق             |
| 137                        | Nina Berton ‏               | 67                         |

| Cofidis Women Team ‏ COF | Cofidis Women Team ‏ COF  | Cofidis Women Team ‏ COF |
| ----------------------- | ------------------------ | ----------------------- |
| م                       | عداء                     | مرتبة                   |
| 142                     | Morgane Coston ‏          | 25                      |
| 143                     | Séverine Eraud ‏          | 69                      |
| 144                     | Špela Kern ‏              | 11                      |
| 145                     | Martina Alzini ‏          | 91                      |
| 146                     | Josie Talbot ‏            | لم يكمل السباق          |
| 147                     | Gabrielle Pilote Fortin ‏ | 123                     |

| ماسي تكتيك تيم للسيدات ‏ MAT | ماسي تكتيك تيم للسيدات ‏ MAT | ماسي تكتيك تيم للسيدات ‏ MAT |
| --------------------------- | --------------------------- | --------------------------- |
| م                           | عداء                        | مرتبة                       |
| 151                         | Aurela Nerlo ‏               | 101                         |
| 152                         | Adele Normand‏               | 42                          |
| 153                         | Cécile Lejeune ‏             | 92                          |
| 154                         | HUN                         | 86                          |
| 155                         | Patricia Ortega Ruiz ‏       | 107                         |
| 156                         | Jennifer Ducuara‏            | لم يكمل السباق              |
| 157                         | Iris Gomez ‏                 | 104                         |

| سوبيلا ومنز تيم ‏ SWT | سوبيلا ومنز تيم ‏ SWT      | سوبيلا ومنز تيم ‏ SWT |
| -------------------- | ------------------------- | -------------------- |
| م                    | عداء                      | مرتبة                |
| 161                  | Maria Banlles Santamaria ‏ | 115                  |
| 162                  | Sarah Kastenhuber‏         | لم يكمل السباق       |
| 163                  | Florence Normand ‏         | لم يكمل السباق       |
| 165                  | Muskilda Olortiz‏          | لم يكمل السباق       |
| 166                  | Maitane Arana‏             | لم يكمل السباق       |
| 167                  | Lur Florido ‏              | لم يكمل السباق       |

| بيزكايا دورانجو ‏ BDP | بيزكايا دورانجو ‏ BDP   | بيزكايا دورانجو ‏ BDP |
| -------------------- | ---------------------- | -------------------- |
| م                    | عداء                   | مرتبة                |
| 171                  | Catalina Soto ‏         | 96                   |
| 172                  | أندريا راميريز         | 106                  |
| 173                  | Irene Mendez‏           | 95                   |
| 174                  | Ana Vitória Magalhães ‏ | 111                  |
| 175                  | Heïdi Gaugain ‏         | لم يكمل السباق       |
| 176                  | Sandra Gutierrez‏       | لم يكمل السباق       |
| 177                  | Eukene Larrarte ‏       | 71                   |

| لابورال كوتكسا فونداسيون يوسكادي ‏ LKF | لابورال كوتكسا فونداسيون يوسكادي ‏ LKF | لابورال كوتكسا فونداسيون يوسكادي ‏ LKF |
| ------------------------------------- | ------------------------------------- | ------------------------------------- |
| م                                     | عداء                                  | مرتبة                                 |
| 181                                   | Yurani Blanco ‏                        | 77                                    |
| 182                                   | Ariana Gilabert ‏                      | 85                                    |
| 183                                   | إيدر ميرينو كورتازار                  | 34                                    |
| 184                                   | Usoa Ostolaza ‏                        | 102                                   |
| 185                                   | Nadia Quagliotto ‏                     | 51                                    |
| 186                                   | Aileen Schweikart ‏                    | 48                                    |
| 187                                   | Alba Teruel Ribes ‏                    | 93                                    |

| ريو مييرا - كانتابريا ديبورتي ‏ RMC | ريو مييرا - كانتابريا ديبورتي ‏ RMC | ريو مييرا - كانتابريا ديبورتي ‏ RMC |
| ---------------------------------- | ---------------------------------- | ---------------------------------- |
| م                                  | عداء                               | مرتبة                              |
| 191                                | Susana Perez Conejero‏              | 100                                |
| 192                                | Marina Garau Roca ‏                 | 120                                |
| 193                                | Andrea Perez‏                       | لم يكمل السباق                     |
| 194                                | Lukene Trujillano‏                  | لم يكمل السباق                     |
| 195                                | Belen Gonzalez‏                     | لم يكمل السباق                     |
| 196                                | POR                                | لم يكمل السباق                     |

| إن إكس تي جي ريسينغ ‏ AGS | إن إكس تي جي ريسينغ ‏ AGS | إن إكس تي جي ريسينغ ‏ AGS |
| ------------------------ | ------------------------ | ------------------------ |
| م                        | عداء                     | مرتبة                    |
| 201                      | Mireia Benito ‏           | 24                       |
| 202                      | آشلي مولمان              | 2                        |
| 203                      | Justine Ghekiere ‏        | 1                        |
| 204                      | Lotta Henttala           | 52                       |
| 205                      | Anya Louw ‏               | 88                       |
| 206                      | Gaia Masetti ‏            | 57                       |
| 207                      | Lone Meertens ‏           | 94                       |

| كامز-تيفوسي ‏ DAS | كامز-تيفوسي ‏ DAS    | كامز-تيفوسي ‏ DAS |
| ---------------- | ------------------- | ---------------- |
| م                | عداء                | مرتبة            |
| 211              | Monica Greenwood ‏   | 108              |
| 212              | Samantha Stuart‏     | 105              |
| 213              | Danielle Shrosbree‏  | 59               |
| 214              | Lucy Lee‏            | لم يكمل السباق   |
| 215              | Sara Bonillo Talens‏ | لم يكمل السباق   |
| 216              | Katie Scott‏         | 119              |
| 217              | Grace Lister ‏       | 87               |

| انيكات سايكلنج تيم ‏ EIC | انيكات سايكلنج تيم ‏ EIC | انيكات سايكلنج تيم ‏ EIC |
| ----------------------- | ----------------------- | ----------------------- |
| م                       | عداء                    | مرتبة                   |
| 221                     | Aranza Villalón ‏        | 33                      |
| 223                     | Almudena Montalvo‏       | 113                     |
| 224                     | Andrea Alzate‏           | 40                      |
| 225                     | Isabel Martín ‏          | لم يكمل السباق          |
| 226                     | Beatriz Martinez‏        | 116                     |
| 227                     | Carolina Vargas‏         | 103                     |

## التصنيف العام النهائي
| التصنيف العام | التصنيف العام            | التصنيف العام             | التصنيف العام  | التصنيف العام |
| المتسابقة     | المتسابقة                | الفريق                    | الوقت          |               |
| ------------- | ------------------------ | ------------------------- | -------------- | ------------- |
| 1             | Justine Ghekiere ‏        | إن إكس تي جي ريسينغ ‏      | 12 س 44 د 42 ث |               |
| 2             | آشلي مولمان              | إن إكس تي جي ريسينغ ‏      | + 1 ث          |               |
| 3             | أماندا سبرات             | Lidl–Trek (women's team) ‏ | + 5 ث          |               |
| 4             | أنيميك فان فليوتن        | موفيستار للسيدات ‏         | + 7 ث          |               |
| 5             | Olivia Baril ‏            | يو أي أيه تيم ‏            | + 14 ث         |               |
| 6             | فلورتجي ماكايج           | موفيستار للسيدات ‏         | + 21 ث         |               |
| 7             | Eleonora Gasparrini ‏     | يو أي أيه تيم ‏            | + 22 ث         |               |
| 8             | Yara Kastelijn ‏          | بلانتور بورا سيلينج تيم ‏  | + 22 ث         |               |
| 9             | مارغريتا فيكتوريا غارسيا | ليف ريسينغ ‏               | + 22 ث         |               |
| 10            | سيسيلي أوتوب لودفيغ      | FDJ–Suez ‏                 | + 22 ث         |               |
|               |                          |                           |                |               |
|               |                          |                           |                |               |

### تصنيف الجبال
| تصنيف الجبال | تصنيف الجبال      | تصنيف الجبال              | تصنيف الجبال | تصنيف الجبال |
| المتسابقة    | المتسابقة         | الفريق                    | النقاط       |              |
| ------------ | ----------------- | ------------------------- | ------------ | ------------ |
| 1            | Justine Ghekiere ‏ | إن إكس تي جي ريسينغ ‏      | 27 نقطة      |              |
| 2            | Katia Ragusa ‏     | ليف ريسينغ ‏               | 18 نقطة      |              |
| 3            | Morgane Coston ‏   | Cofidis Women Team ‏       | 14 نقطة      |              |
| 4            | Mireia Benito ‏    | إن إكس تي جي ريسينغ ‏      | 10 نقطة      |              |
| 5            | أنيميك فان فليوتن | موفيستار للسيدات ‏         | 8 نقطة       |              |
| 6            | Elise Uijen ‏      | فريق سنويب للسيدات ‏       | 8 نقطة       |              |
| 7            | Gaia Realini ‏     | Lidl–Trek (women's team) ‏ | 6 نقطة       |              |
| 8            | آشلي مولمان       | إن إكس تي جي ريسينغ ‏      | 5 نقطة       |              |
| 9            | Cécile Lejeune ‏   | ماسي تكتيك تيم للسيدات ‏   | 4 نقطة       |              |
| 10           | Flora Perkins ‏    | بلانتور بورا سيلينج تيم ‏  | 4 نقطة       |              |
|              |                   |                           |              |              |
|              |                   |                           |              |              |

## تصنيف الفرق

### الفرق حسب الوقت
| تصنيف الفرق حسب الوقت | تصنيف الفرق حسب الوقت            | تصنيف الفرق حسب الوقت | تصنيف الفرق حسب الوقت |
| الفريق                | الفريق                           | الوقت                 |                       |
| --------------------- | -------------------------------- | --------------------- | --------------------- |
| 1                     | يو أي أيه تيم 2023 ‏              | 38 س 15 د 12 ث        |                       |
| 2                     | إن إكس تي جي ريسينغ ‏             | + 6 د 14 ث            |                       |
| 3                     | موفيستار للسيدات ‏                | + 9 د 17 ث            |                       |
| 4                     | جامبو فيسما للسيدات ‏             | + 9 د 25 ث            |                       |
| 5                     | فريق سنويب للسيدات ‏              | + 11 د 11 ث           |                       |
| 6                     | كانيون–إس آر إيه إم ريسينغ 2023 ‏ | + 13 د 30 ث           |                       |
| 7                     | ليف ريسينغ ‏                      | + 20 د 41 ث           |                       |
| 8                     | بلانتور بورا سيلينج تيم ‏         | + 22 د 03 ث           |                       |
| 9                     | FDJ–Suez ‏                        | + 26 د 49 ث           |                       |
| 10                    | EF Education–Tibco–SVB ‏          | + 27 د 53 ث           |                       |
|                       |                                  |                       |                       |
|                       |                                  |                       |                       |

## تصانيف فرعية

### تصنيف أفضل عداء
| تصنيف أفضل عداء | تصنيف أفضل عداء   | تصنيف أفضل عداء                     | تصنيف أفضل عداء | تصنيف أفضل عداء |
| المتسابقة       | المتسابقة         | الفريق                              | النقاط          |                 |
| --------------- | ----------------- | ----------------------------------- | --------------- | --------------- |
| 1               | Olivia Baril ‏     | يو أي أيه تيم ‏                      | 13 نقطة         |                 |
| 2               | أوجيني دوفال      | FDJ–Suez ‏                           | 5 نقطة          |                 |
| 3               | Matilde Vitillo ‏  | بيبينك ‏                             | 5 نقطة          |                 |
| 4               | إلينور باركر      | فريق أونو إكس برو للدراجات للسيدات ‏ | 3 نقطة          |                 |
| 5               | Silvia Zanardi ‏   | بيبينك ‏                             | 3 نقطة          |                 |
| 6               | Karlijn Swinkels ‏ | جامبو فيسما للسيدات ‏                | 3 نقطة          |                 |
| 7               | Flora Perkins ‏    | بلانتور بورا سيلينج تيم ‏            | 2 نقطة          |                 |
| 8               | فلورتجي ماكايج    | موفيستار للسيدات ‏                   | 1 نقطة          |                 |
| 9               | Coryn Labecki     | جامبو فيسما للسيدات ‏                | 1 نقطة          |                 |
|                 |                   |                                     |                 |                 |
|                 |                   |                                     |                 |                 |

### تصنيف أفضل شاب
| تصنيف أفضل شابة | تصنيف أفضل شابة      | تصنيف أفضل شابة           | تصنيف أفضل شابة | تصنيف أفضل شابة |
| المتسابقة       | المتسابقة            | الفريق                    | الوقت           |                 |
| --------------- | -------------------- | ------------------------- | --------------- | --------------- |
| 1               | Eleonora Gasparrini ‏ | يو أي أيه تيم ‏            | 12 س 45 د 04 ث  |                 |
| 2               | Neve Bradbury ‏       | كانيون–إس آر إيه إم ‏      | + 0 ث           |                 |
| 3               | Gaia Realini ‏        | Lidl–Trek (women's team) ‏ | + 0 ث           |                 |
| 4               | Elise Uijen ‏         | فريق سنويب للسيدات ‏       | + 30 ث          |                 |
| 5               | Kim Cadzow ‏          | جامبو فيسما للسيدات ‏      | + 1 د 47 ث      |                 |
| 6               | Cédrine Kerbaol ‏     | Ceratizit Pro Cycling ‏    | + 5 د 54 ث      |                 |
| 7               | Caroline Andersson ‏  | ليف ريسينغ ‏               | + 11 د 03 ث     |                 |
| 8               | Flora Perkins ‏       | بلانتور بورا سيلينج تيم ‏  | + 12 د 07 ث     |                 |
| 9               | Francesca Barale ‏    | فريق سنويب للسيدات ‏       | + 13 د 00 ث     |                 |
| 10              | Adele Normand‏        | ماسي تكتيك تيم للسيدات ‏   | + 13 د 11 ث     |                 |
|                 |                      |                           |                 |                 |
|                 |                      |                           |                 |                 |